# アレクサンドレ・ゲデス
アレシャンドレ・シャビエル・ペレイラ・ガルシア・ゲデス（Alexandre Xavier Pereira Garcia Guedes 、1994年2月11日 - ）は、ポルトガル・ヴィラ・ノヴァ・デ・ガイア出身のプロサッカー選手。リーガ・プロ・CSマリティモ所属。ポジションはフォワード。

## クラブ歴

### スポルティングCP
2005年、11歳でスポルティングCPのアカデミーに入団。2012年12月18日、ジュニアチーム在籍中ながら、リーガプロ(2部)に所属するBチームの試合に出場した。
2014年1月29日、チームメイトのトビアス・フィゲイレドとともに、スペインのCFレウス・デポルティウに6月までの契約で期限付き移籍。しかし1年半の在籍で1ゴールも上げることができないまま退団した。

### アヴェス
2015年8月、2部リーグのCDアヴェスと2年契約を結んだ。2016–17シーズンは13ゴールを挙げ、チームのプリメイラ・リーガ昇格に大きく貢献。シーズン終了後には契約を延長した。
2017年8月6日、古巣であるスポルティングCP戦でプリメイラ・リーガ初出場。2018年5月5日のモレイレンセFC戦ではクラブのプリメイラ・リーガ残留を決めるゴールを挙げた。5月20日のタッサ・デ・ポルトガル決勝ではスポルティングCP相手に2ゴールを決め、クラブ初戴冠に大きく貢献した。

### ヴィトーリアSC
2018年7月4日、50万ユーロでヴィトーリアSCに移籍、5年契約を結んだ。なお保有権の50パーセントは前クラブのアヴェスが保有することとなった。10月8日のCSマリティモ戦で加入後初ゴールを決めた。

### ベガルタ仙台
2020年1月6日、J1リーグのベガルタ仙台に1シーズンの期限付き移籍で加入することが発表された。

### FCファマリカン
仙台を退団後の2021年1月8日、FCファマリカンへの移籍が発表された。

### ラクフ・チェンストホヴァ
ファマリカン加入から半年後の2021年7月23日、ポーランド・エクストラクラサのラクフ・チェンストホヴァに移籍。

### アルビレックス新潟
2022年3月3日、アルビレックス新潟と契約したことが発表された。同年9月10日のFC琉球戦で加入後初ゴールを決めた。2022年をもって契約満了となった。

## 代表歴
年代別のポルトガル代表歴がある。
2013年夏、リトアニアで開催されたUEFA U-19欧州選手権にU-19代表の一員として参加。グループステージのオランダ代表戦で2ゴール、準決勝のセルビア代表戦で1ゴールの計3ゴールを決めた。PK戦までもつれた同セルビア戦でPKを失敗しチームも敗退となってしまったが、自身は大会得点王を獲得した。

## 個人成績
| 国内大会個人成績 | 国内大会個人成績 | 国内大会個人成績 | 国内大会個人成績 | 国内大会個人成績 | 国内大会個人成績 | 国内大会個人成績 | 国内大会個人成績 | 国内大会個人成績 | 国内大会個人成績 | 国内大会個人成績 | 国内大会個人成績 |
| 年度             | クラブ           | 背番号           | リーグ           | リーグ戦         | リーグ戦         | リーグ杯         | リーグ杯         | オープン杯       | オープン杯       | 期間通算         | 期間通算         |
| 年度             | クラブ           | 背番号           | リーグ           | 出場             | 得点             | 出場             | 得点             | 出場             | 得点             | 出場             | 得点             |
| 日本             | 日本             | 日本             | 日本             | リーグ戦         | リーグ戦         | リーグ杯         | リーグ杯         | 天皇杯           | 天皇杯           | 期間通算         | 期間通算         |
| ---------------- | ---------------- | ---------------- | ---------------- | ---------------- | ---------------- | ---------------- | ---------------- | ---------------- | ---------------- | ---------------- | ---------------- |
| 2020             | 仙台             | 29               | J1               | 26               | 5                | 0                | 0                |                  |                  |                  |                  |
| 2022             | 新潟             | 11               | J2               | 11               | 2                | -                | -                | 1                | 0                | 12               | 2                |
| 通算             | 日本             | 日本             | J1               | 26               | 5                | 0                | 0                |                  |                  |                  |                  |
| 通算             | 日本             | 日本             | J2               | 11               | 2                | -                | -                | 1                | 0                | 12               | 2                |
| 総通算           |                  |                  |                  |                  |                  |                  |                  |                  |                  |                  |                  |

## タイトル
CDアヴェス
- タッサ・デ・ポルトガル：1回（2017-18）

ラクフ・チェンストホヴァ
- ポーランド・カップ：1回（2021-22）

アルビレックス新潟
- J2リーグ：1回（2022）

個人
- UEFA U-19欧州選手権得点王：1回（2013）